# Echinanthus
Genre
Echinanthus est un genre d'oursins (échinodermes) de la famille des Cassiduloida. Il s'agit d'un Nomen dubium.

## Espèces
- Echinanthus lecointrae